# Seb

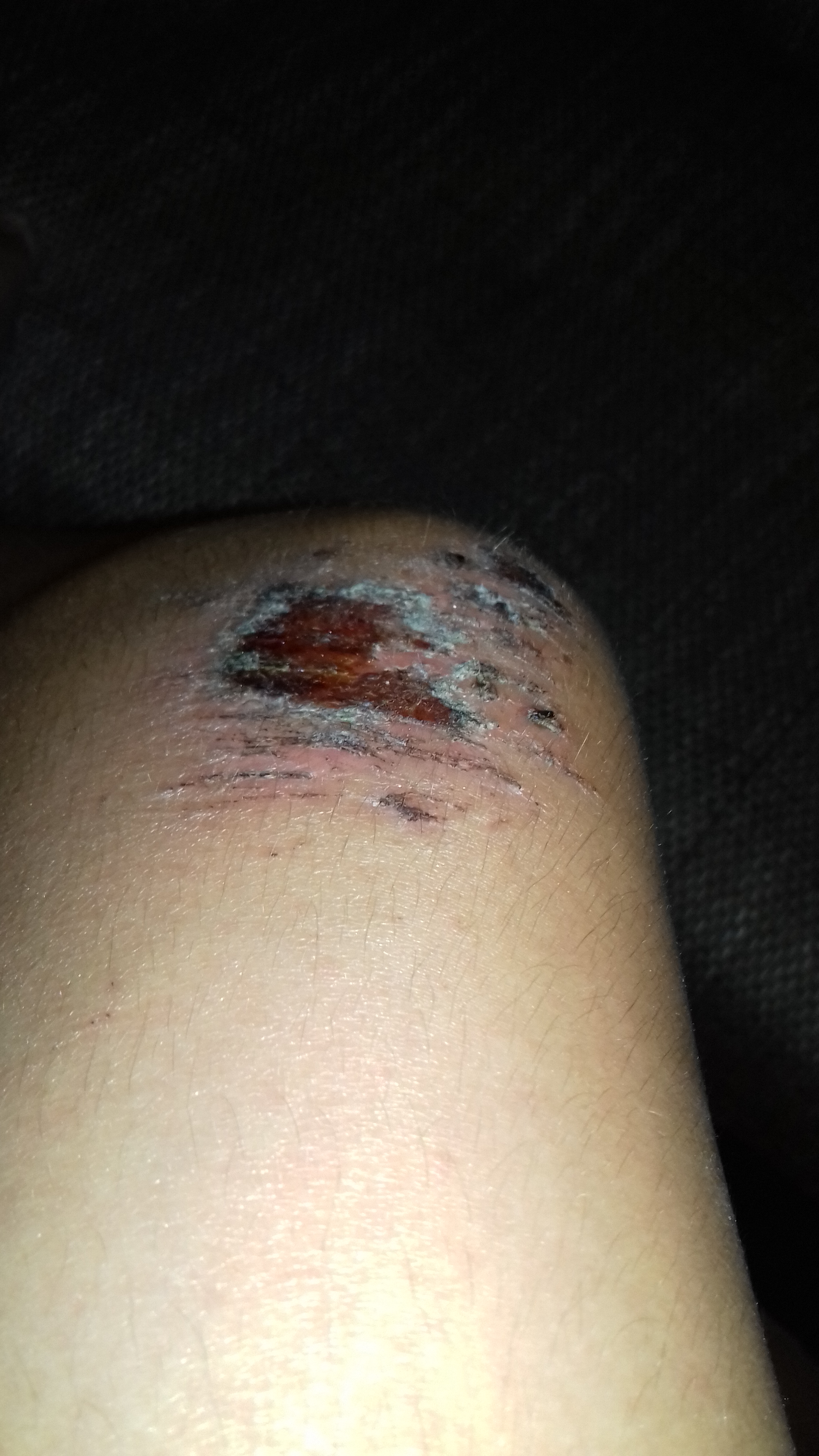
Horzsolt seb a térden

A seb a test kültakaróján (bőrön, nyálkahártyán) mechanikai behatás következtében keletkezett folytonossági hiány, amely érintheti a felületes szöveteket vagy a mélyebb rétegeket is. Gyakran vérzés kíséri, és a bőr védelmi funkciójának megszűnésével behatolási kaput nyit a kórokozók számára. Ezért a sebek ellátásának alapja a vérzéscsillapítás, a gondos fertőtlenítés (pl. jódos, alkoholos vagy más antiszeptikus oldattal), valamint a steril fedés. 
A sebek osztályozhatók többek között elhelyezkedésük, alakjuk, mélységük, méretük, keletkezési mechanizmusuk és fertőzöttségi fokuk alapján. A gyógyulás ütemét befolyásolja a sérülés jellege, a beteg általános egészségi állapota, valamint a fertőzés jelenléte.

## Sebgyógyulás
A sebgyógyulás biológiai folyamat, amely három fő szakaszra osztható:
1. Gyulladásos fázis – a sérülést követő órákban kezdődik, a vérzéscsillapítás és a kórokozók elleni védekezés zajlik.
2. Proliferációs fázis – új kötőszövet és erek képződése, a seb fokozatos feltöltődése.
3. Remodellációs fázis – a seb hegképződéssel zárul, a szövetek erősödnek, a heg színe és rugalmassága változik.

## Fajtái
- 'Horzsolt seb (Vulnus abrasum) – felületes sérülés, a hámréteg részleges hiányával. Fájdalmas, de ritkán fertőződik és jól gyógyul.
- 'Vágott seb (Vulnus caesum) – egyenes szélű sérülés, éles eszköz okozza, a vérzés általában erős, fertőzésveszélye alacsony, gyorsan gyógyul.
- 'Metszett seb (Vulnus scissum) – pontosan merőleges irányú vágás, a szélek élesek, a vérzés erős, fertőzésveszély csekély.
- 'Szúrt seb (Vulnus punctum) – keskeny bemenetű, mély csatornájú sérülés, nagy a fertőzés kockázata, a vérzés változó mértékű.
- 'Repesztett seb (Vulnus ruptum) – a bőr a behatás helyétől távolabb szakad meg, szélei egyenetlenek, nehezen gyógyul, gyakran társul vérömlennyel.
- 'Zúzott seb (Vulnus contusum) – tompa erőbehatás okozza, a szövetek roncsolódnak, vérömleny alakul ki, vérzés többnyire csekély.
- 'Szakított seb (Vulnus lacerum) – tátongó, lebenyes szélű sérülés, gyakran rejtett tasakokkal, nehezebben tisztítható.
- 'Harapott seb (Vulnus morsum) – fognyomok láthatók, vérzés mértéke változó, nagy fertőzésveszély (pl. veszettség), a sebet bő fertőtlenítéssel kell ellátni.
- 'Lőtt seb (Vulnus sclopetarium) – lőfegyver okozta sérülés, a bemeneti nyílás éles szélű, a kimeneti nyílás (ha van) gyakran roncsolt. Magas fertőzés- és belső szervi sérülésveszély.
- 'Roncsolt seb (Vulnus lacerocontusum) – a zúzott és szakított seb kombinációja, kiterjedt szövetkárosodással.
- 'Csonkolás (Amputatio) – a végtag vagy testrész részleges vagy teljes elvesztése.

| Magyar megnevezés | Latin megnevezés      | Rövid jellemzés |
| ----------------- | --------------------- | --- |
| Horzsolt seb      | Vulnus abrasum        | Felületes sérülés, a hámréteg részleges hiányával. Fájdalmas, de ritkán fertőződik, jól gyógyul.                              |
| Vágott seb        | Vulnus caesum         | Éles eszköz okozta, egyenes szélű sérülés. Erős vérzés, csekély fertőzésveszély, gyors gyógyulás.                             |
| Metszett seb      | Vulnus scissum        | Merőleges irányú vágás, éles széllel. Erős vérzés, alacsony fertőzésveszély.                                                  |
| Szúrt seb         | Vulnus punctum        | Keskeny bemenetű, mély csatornájú sérülés. Nagy fertőzésveszély, változó vérzés.                                              |
| Repesztett seb    | Vulnus ruptum         | A bőr távolabb szakad meg a behatás helyétől, szélei egyenetlenek. Nehezen gyógyul, gyakran vérömlennyel jár.                 |
| Zúzott seb        | Vulnus contusum       | Tompa erőbehatás okozta sérülés. Szövetroncsolódás, csekély vérzés, vérömleny.                                                |
| Szakított seb     | Vulnus lacerum        | Tátongó, lebenyes szélű seb, gyakran rejtett tasakokkal, nehezen tisztítható.                                                 |
| Harapott seb      | Vulnus morsum         | Fognyomok láthatók, változó vérzés. Nagy fertőzésveszély (pl. veszettség), bő fertőtlenítés szükséges.                        |
| Lőtt seb          | Vulnus sclopetarium   | Lőfegyver okozta, bemeneti nyílás éles szélű, kimeneti nyílás roncsolt lehet. Magas fertőzés- és belső szervi sérülésveszély. |
| Roncsolt seb      | Vulnus lacerocontusum | Zúzott és szakított seb keveréke, kiterjedt szövetkárosodással.                                                               |
| Csonkolás         | Amputatio             | Végtag vagy testrész részleges vagy teljes elvesztése.                                                                        |

## Sebkezelés alapelvei
A sebellátás célja a fertőzés megelőzése, a gyógyulás elősegítése és a funkció helyreállítása. Elsősegélynyújtáskor a vérzéscsillapítás és a fertőtlenítés után steril fedés szükséges. Mély vagy szennyezett sebeknél orvosi ellátás indokolt, különösen, ha tetanusz elleni védőoltásra is szükség lehet.